# Harro Bode
Harro Bode (Bad Sobernheim, 20 de fevereiro de 1951) é um velejador alemão.

## Carreira
Harro Bode representou seu país nos Jogos Olímpicos de 1976, no qual conquistou a medalha de ouro na classe  470. 